# 開源道
開源道（英語：Hoi Yuen Road）是香港九龍東觀塘區觀塘商貿區內的一條三線單向行車道路，在交通交匯處有行人天橋通往港鐵觀塘站。觀塘工業區於1960年啟用，開源道是區內第一批道路，通車初期雙線雙程行車；後來區內交通逐漸飽和，在1988年9月27日，介乎成業街至觀塘碼頭一段改為朝觀塘碼頭和偉業街方向行駛，經整頓後改為現今的三線，仍然保留由成業街往觀塘道的行車線，直至2006年11月5日，全線車輛一律朝觀塘碼頭和偉業街方向行駛，以改善觀塘道迴旋處的擠塞問題。

## 特色

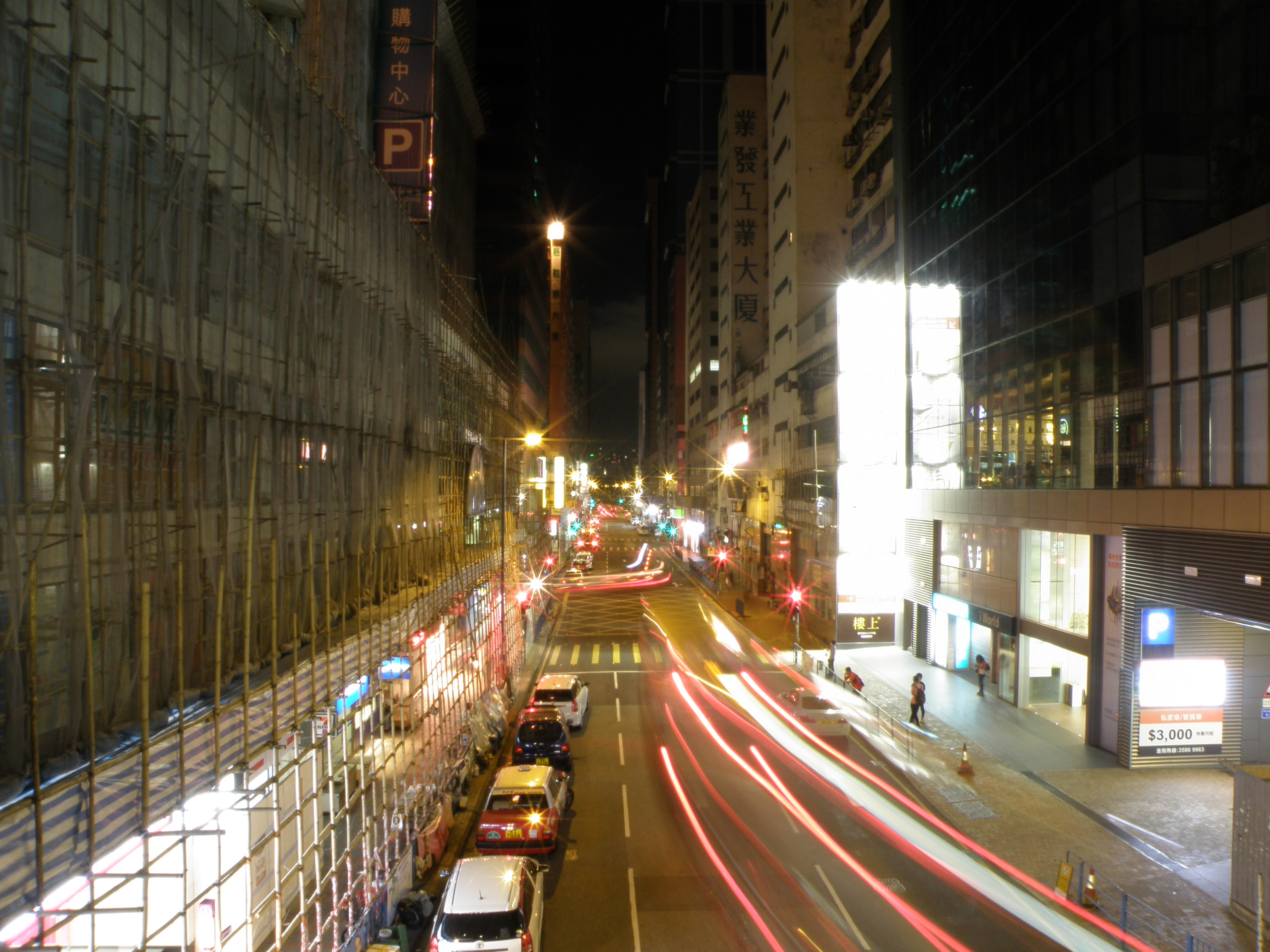
開源道夜景

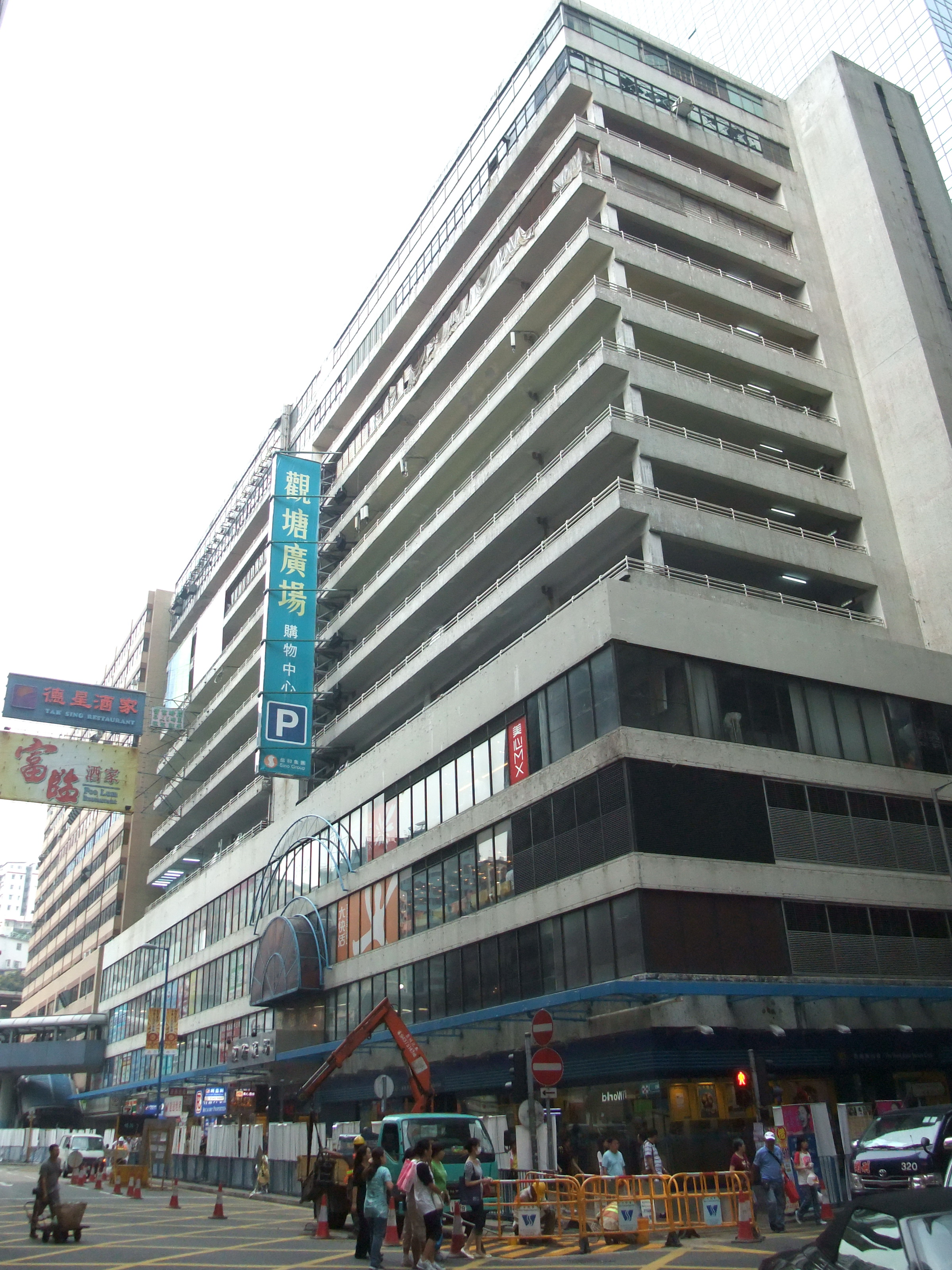
位於開源道（左）及成業街（右）交界的觀塘廣場

觀塘開源道街鋪有不少零售銀行分行雲集，包括有恒生銀行、中國銀行等，所以有「觀塘銀行街」之稱。不過，從前的開源道廠廈區，現在也轉營為商場及「樓上鋪」最多，所以開源道也不單只有銀行那麼單一化，也包括有香港賽馬會場外投注站、茶餐廳及酒樓等。

## 沿線建築物
- 觀塘碼頭廣場
- 威利廣場
- 豐利中心（與位於火炭的豐利工業中心並無關係）
- 駱駝漆大廈、駱駝漆中心
- 源成中心
- 觀塘廣場
- 溢財中心
- 鱷魚恤中心
- 港鐵觀塘站

## 沿線街道
- 偉業街
- 鴻圖道
- 興業街
- 巧明街
- 成業街
- 觀塘道